# Кринична
Крини́чна — селище Макіївської міської громади Донецького району Донецької області, Україна. Населення — 4 520 осіб.

## Географічне розташування
Селище міського типу Кринична розташоване поблизу від каналу Сіверський Донець — Донбас за 30 км від Донецька. Відстань до Макіївка становить близько 14 км і проходить автошляхом місцевого значення.

## Назва
Свою назву селище отримало від безлічі криниць, розташованих на його території. Колись тут було близько 20 джерел.

## Історія
Рішення про будівництво залізничної гілки через селище було прийнято ще в 1875 році. Через чотири роки, за царським указом, були зведені паровозні депо, і станція Кринична почала своє існування. Тепер у селищі промислові підприємства і близько п'яти тисяч жителів.

## Сьогодення
До свого ювілею Кринична отримала кілька подарунків. Міська рада ухвалила рішення про виділення 100 тисяч гривень на освітлення центральної вулиці Жовтнева. Крім цього, буде змінено автобусний маршрут. Тепер додому і на роботу мешканці селища добиратимуться Канальською дорогою.

## Населення

### Мова
Розподіл населення за рідною мовою за даними перепису 2001 року:
| Мова            | Кількість | Відсоток |
| --------------- | --------- | -------- |
| російська       | 4095      | 87.09%   |
| українська      | 593       | 12.61%   |
| білоруська      | 7         | 0.15%    |
| єврейська       | 1         | 0.02%    |
| інші/не вказали | 6         | 0.13%    |
| Усього          | 4702      | 100%     |

## Персоналії
- Гаращенко Іван (Катеринославська губ., с. Кринична — 05.07.1920, Подільська губ., під м. Лучинчиком) — козак Куреня Низових Запорожців 1-ї Запорізької дивізії Армії УНР